# Suryavansha
Suryavansha (Suryavam(n)sham o dinastia Solar) és una dinastia mitològica de l'antiga Índia; els seus membres s'anomenen Suryavanshi (plural suryavanshis). Els puranes (particularment el purana de Vixnu, el Ramayana de Valmiki i el Mahabharata de Vyasa fan referència a aquesta dinastia. Els seus sobirans descendien de Ikxvaku (el primer monarca) a través de Manu, el primer humà a la terra, pare de Vena, Dhrishnu, Narishyan, Nabhaga, Ikshvaku, Karusha, Saryati, Prishadhru, Nabhagarishta i una filla, Ila (casada amb Buda de la dinastia Lunar o Somavansha). Manu va deixar el regne al fill gran del seu germà Shraaddev, que s'anomenava Ixvaku. Aquest va donar el nom alternatiu a la dinastia. Vegeu Ikshvaku.